# Epomophorus labiatus
Epomophorus labiatus är en däggdjursart som först beskrevs av Coenraad Jacob Temminck 1837.  Epomophorus labiatus ingår i släktet Epomophorus och familjen flyghundar. IUCN kategoriserar arten globalt som livskraftig. Inga underarter finns listade.
Pälsen är allmänt ljusbrun. Framför och bakom varje öra finns en vit fläck. På hannarnas axlar förekommer tofsar som påminner om epåletter. Dessutom är hannar ofta lite mörkare och större än honor. De korta avrundade öronen är nästan helt nakna. Arten når en kroppslängd (huvud och bål) av 108 till 143 mm och svansen är bara en upp till 5 mm lång stubbe eller saknas helt. Epomophorus labiatus har 65 till 80 mm långa underarmar, 18 till 22 mm långa bakfötter och 17 till 21 mm långa öron.
Denna flyghund förekommer i östra och centrala Afrika. Utbredningsområdet sträcker sig från Sudan och Etiopien till östra Kongo-Kinshasa, östra Zambia och norra Moçambique. Möjligen finns en isolerad population i södra Tchad. Arten vistas i låglandet och i bergstrakter upp till 2000 meter över havet. Habitatet utgörs av skogar, savanner med trädansamlingar, torra gräsmarker med buskar och mangrove. Vid viloplatsen bildar individerna en liten flock.
Individerna vilar i träd eller buskar och håller sig fast på kvistar och grenar. När de avsöndrar urin eller avföring håller de sig fast med tummarna så att bakkroppen hänger ner. Annars sover de med huvudet neråt. Arten äter främst fikon och andra frukter.